# Vitularia
Vitularia là một chi ốc biển, là động vật thân mềm chân bụng sống ở biển trong họ Muricidae, họ ốc gai.

## Các loài
Các loài thuộc chi Vitularia bao gồm:
- Vitularia crenifer (Montrouzier, 1861)[2]
- Vitularia miliaris (Gmelin, 1791)[3]
- Vitularia minima Bozzetti, 2006[4]
- Vitularia salebrosa (King & Broderip, 1832)[5]
- Vitularia sandwichensis (Pease, 1861)[6]
- Vitularia triangularis Bozzetti, 2009[7]